# Raiffeisen Grand Prix
Der Internationale Raiffeisen Grand Prix ist ein österreichisches Straßenradrennen.
Das Eintagesrennen findet seit 1996 in der steirischen Ortschaft Judendorf-Straßengel statt. In den Jahren 2003 und 2007 wurde das Radrennen nicht ausgetragen, da anstatt dessen die österreichischen Staatsmeisterschaften in Judendorf-Straßengel stattfanden. Seit Einführung der UCI Europe Tour im Jahre 2005 ist das Rennen Bestandteil dieser Rennserie und in die Kategorie 1.2 eingestuft.
Das Radrennen hat zwei Vorgängerveranstaltungen. Der Straßenengler Radsporttag fand von 1988 bis 1995 statt. Die Austragungen in den Jahren 1989 und 1992 waren dabei zugleich die steirischen Straßenmeisterschaften. In den Jahren 1986 und 1987 wurde das Rundstreckenrennen Judendorf-Straßengel ausgetragen. Beide Veranstaltungen waren Amateurradrennen.
Das Rennen wird auf einem Rundkurs ausgetragen. Der Rundkurs hat eine Länge von 17,5 km und muss zehnmal umrundet werden.

## Sieger

### Raiffeisen Grand Prix
| - 2019 Maciej Paterski - 2018 Maciej Paterski - 2017 Adam de Vos - 2016 Riccardo Zoidl - 2015 Gregor Mühlberger - 2014 Radoslav Rogina - 2013 Riccardo Zoidl - 2012 nicht ausgetragen - 2011 Tomislav Dančulović - 2010 Matthias Brändle | - 2009 Markus Eibegger - 2008 Matej Stare - 2007 nicht ausgetragen - 2006 Mitja Mahorič - 2005 Krzysztof Ciesielski - 2004 Andreas Matzbacher - 2003 nicht ausgetragen | - 2002 Boštjan Mervar - 2001 Jan Bratkowski - 2000 Josef Lontscharitsch - 1999 Igor Kranjec - 1998 Igor Kranjec - 1997 Simone Simonetti - 1996 Gianluca Sironi |

### Straßenengler Radsporttag
| - 1995 Thomas Kreidl - 1994 Richard Schmied - 1993 | - 1992 Wolfgang Fasching - 1991 Alois Pfleger - 1990 Harald Maier | - 1989 Klaus Kabasser - 1988 Heinz Marchel |

### Rundstreckenrennen Judendorf-Straßengel
- 1987  Johann Lienhart
- 1986  Karl Heinz Pils